# Lucey (Savoie)
Lucey (früher italienisch Lucei) ist eine französische Gemeinde mit 290 Einwohnern (Stand 1. Januar 2022) im Département Savoie in der Region Auvergne-Rhône-Alpes. Sie gehört zum Kanton Bugey savoyard im Arrondissement Chambéry und ist Mitglied im Gemeindeverband Yenne.

## Geographie

### Lage
Lucey liegt auf 233 m, etwa 23 Kilometer nordnordwestlich der Präfektur Chambéry, 73 Kilometer östlich der Stadt Lyon und 57 Kilometer südwestlich der Stadt Genf (Luftlinie). Das Dorf liegt am Ufer der Rhône an den Hängen des Massivs Montagne du Chat. Nachbargemeinden von Lucey sind Chanaz und Saint-Pierre-de-Curtille im Norden, Ontex im Osten, Jongieux im Süden sowie Massignieu-de-Rives und Cressin-Rochefort im Westen.

### Topographie

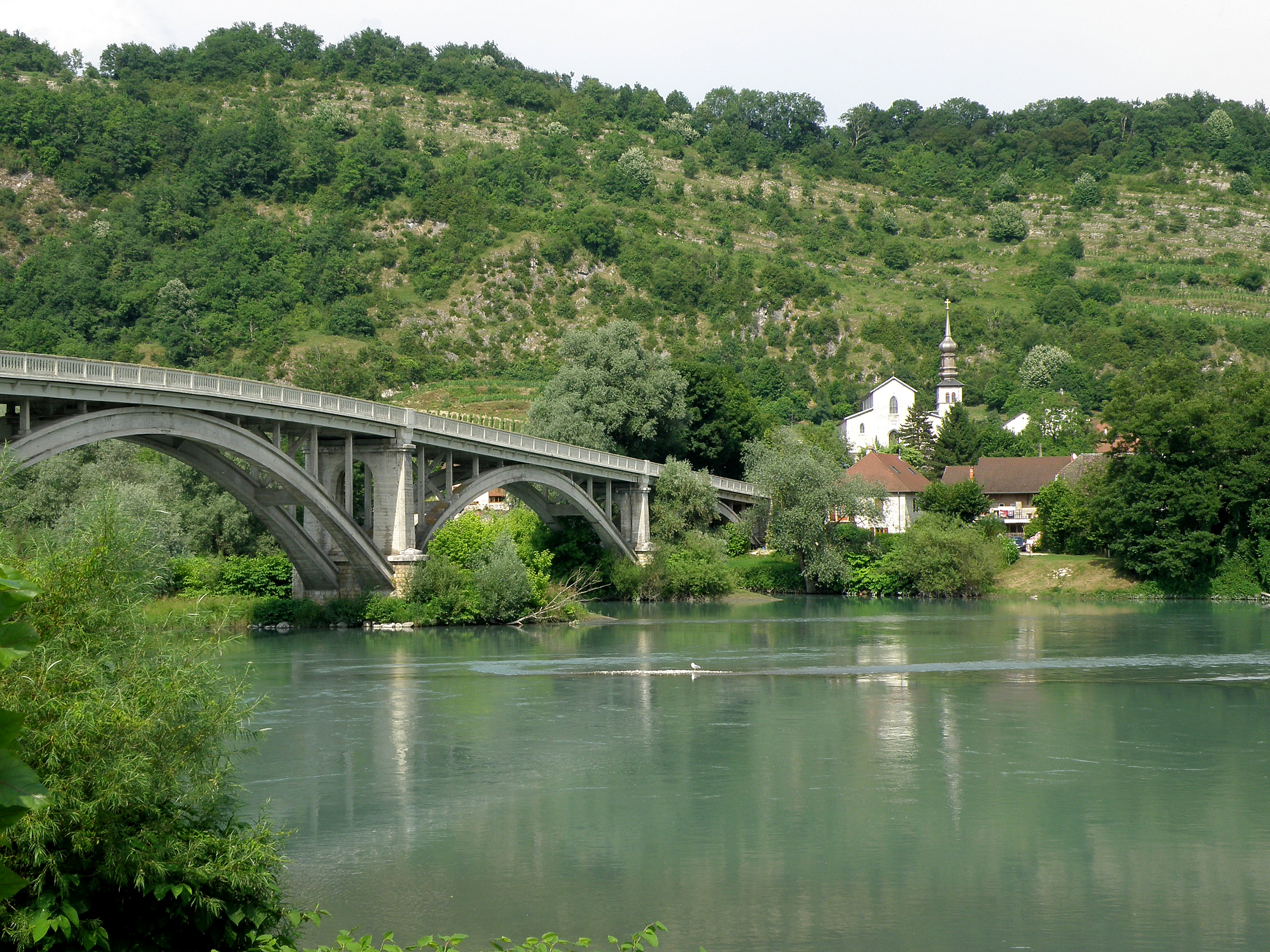
Die Rhonebrücke bei Lucey

Die Fläche des 6,14 km² großen Gemeindegebiets umfasst einen Abschnitt des linken, östlichen Rhoneufers mit der Flussmitte als Gemeindegrenze. Die Rhone bildet hier eine mehrere hundert Meter breite Niederung, die von Auen und Feuchtgebieten durchzogen ist. Daneben erhebt sich ein Bergrücken, der eine Antiklinale im südlichen französischen Jura bildet und dessen Anstieg sich in verschiedene Bereiche gliedert. Auf einen etwa 150 m hohen, bewaldeten Steilhang folgt eine Geländestufe, die den Bergrücken auf einer Länge von rund 10 km flankiert und Platz für mehrere der Weilersiedlungen von Lucey bietet. Dahinter steigt der Gemeindeboden wieder an bis auf den Mont Landard im Norden und den Mont de la Charvaz im Süden, deren Gipfel jedoch bereits außerhalb der Gemeindegrenzen liegen. Der Gemeindeboden erreicht mit 660 m bei Ontex in den Ausläufern des Mont de la Charvaz die höchste Erhebung. Im Bereich des Ortskerns von Lucey besitzt der Steilhang einen Einschnitt, der einen Straßenzugang zu den höher gelegenen Siedlungen und Nachbargemeinden ermöglicht.

### Gemeindegliederung
Der Ortskern von Lucey liegt in der Niederung der Rhone im Bereich einer Wegekreuzung. Darüber hinaus gehören zur Gemeinde auch die folgenden Weilersiedlungen:
- Vetrier (409 m) auf der Geländestufe oberhalb der Rhone und unterhalb von Saint-Pierre-de-Curtille,
- Les Puthod, Montagnin und Crémon (330 m) weiter südlich auf derselben Geländestufe an der Straße von Lucey nach Saint-Pierre-de-Curtille,
- Vraisin (335 m) ganz im Süden der Gemeinde oberhalb des Ortskerns.

## Geschichte

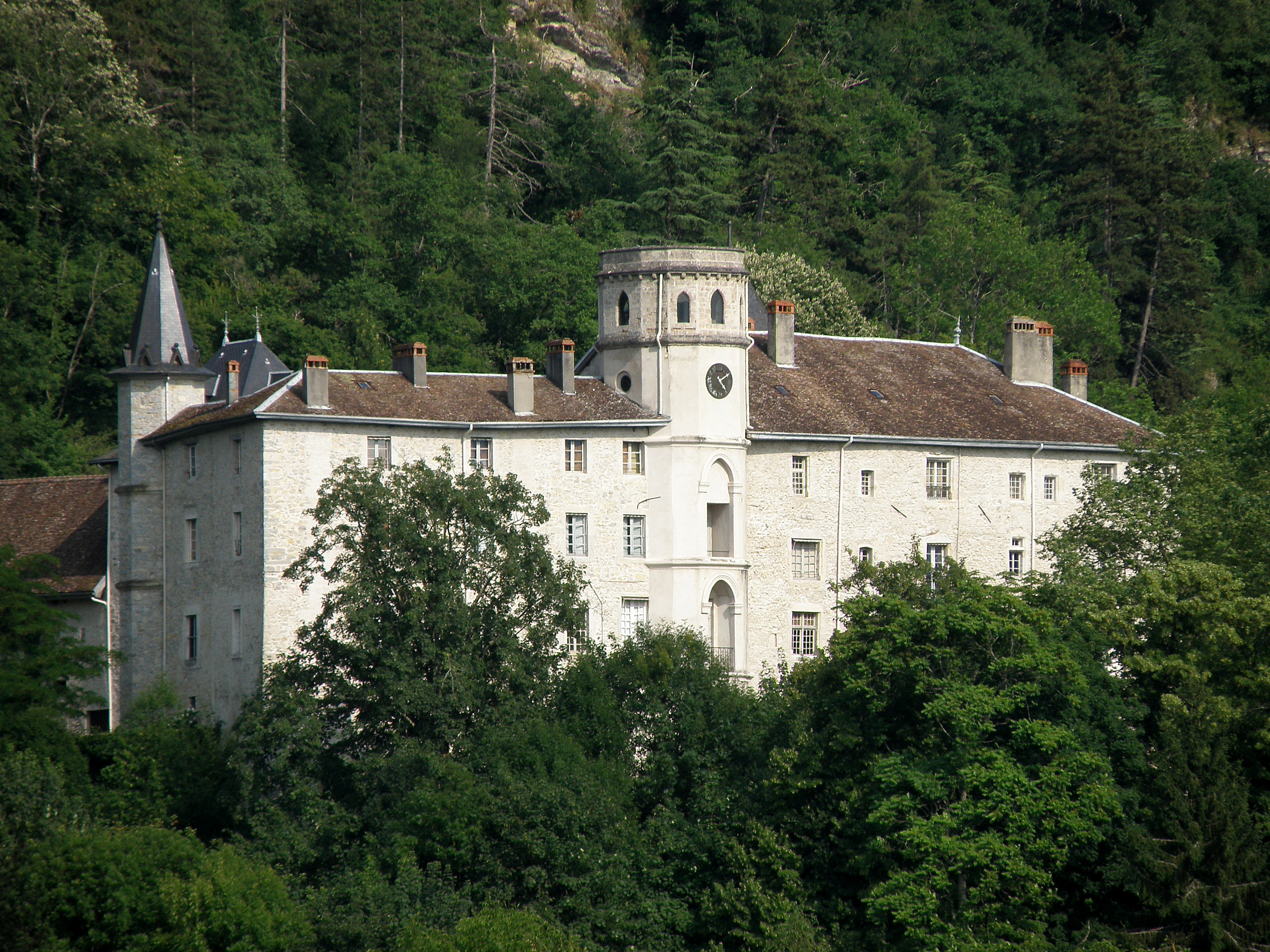
Das Château de Lucey

Wie in Yenne und den Orten am nahegelegenen Lac du Bourget existieren auch in Lucey Zeugnisse gallorömischer Besiedlung. Die Pfarrei von Lucey wurde im Mittelalter im Jahr 1274 erstmals urkundlich erwähnt als Ecclesia de Loyssey. Verschiedene weitere latinisierte Namen sind aus der Folgezeit verbürgt, darunter Luceium (1581), Laicei (1690) und Luciacum (17. Jahrhundert). Im Mittelalter war der Ort Sitz der Herren von Lucey, denen auch die Herrschaftssitze in den Nachbargemeinden unterstanden, darunter Loisieux, Billième, Conjoux, Chanaz und Jongieux. Mit der Erhebung der Herren von Lucey zu Kastellanen 1563 wurden die Nachbargemeinden direkter Teil der Ländereien von Lucey, das 1654 zum Marquisat aufstieg.

## Sehenswürdigkeiten

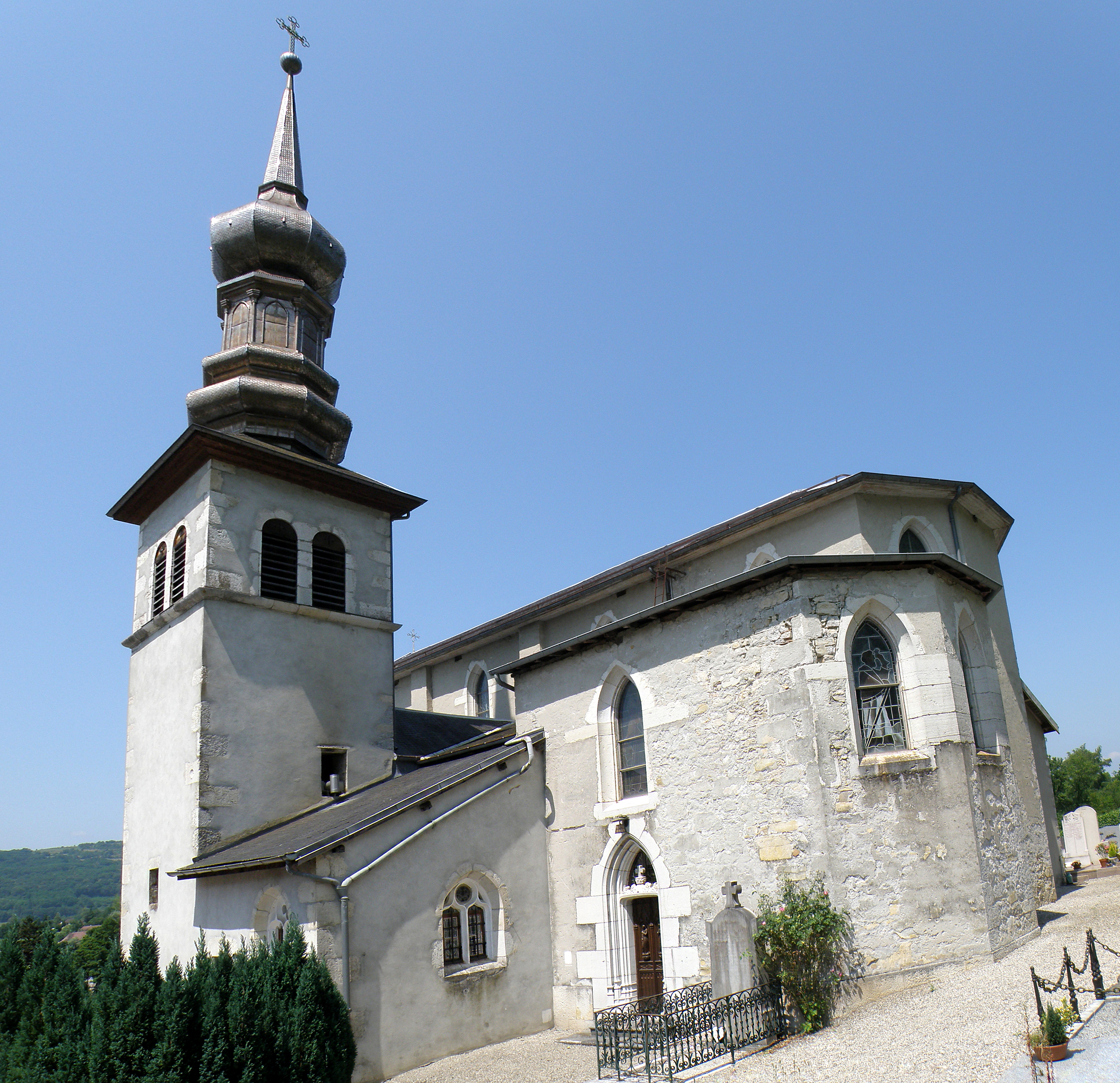
Die Kirche Saint-Étienne von Lucey

Das Château de Lucey steht auf einer kleinen Anhöhe über dem Ort und geht auf ein festes Haus aus dem 13. Jahrhundert zurück, den Herrschaftssitz der Herren und später Marquis von Lucey. Seine heutige Gestalt erhielt es im 19. Jahrhundert.
Die Dorfkirche Saint-Étienne stammt ebenfalls aus dem 19. Jahrhundert und ersetzte einen Vorgängerbau an derselben Stelle.
Über die Rhone führt eine 225 m lange Straßenbrücke von 1938. Sie ist als Bogenbrücke ausgeführt, einer der Bögen wurde 1940 zerstört und später wieder aufgebaut.

## Bevölkerungsentwicklung
| Jahr                       | 1962 | 1968 | 1975 | 1982 | 1990 | 1999 | 2006 | 2011 |
| Einwohner                  | 167  | 156  | 169  | 197  | 225  | 238  | 285  | 281  |
| Quellen: Cassini und INSEE |      |      |      |      |      |      |      |      |

Mit 290 Einwohnern (Stand 1. Januar 2022) gehört Lucey zu den kleinen Gemeinden des Département Savoie. Nachdem die Einwohnerzahl in der ersten Hälfte des 20. Jahrhunderts rückläufig war (1901 wurden noch 359 Einwohner gezählt), wurde seit den 1970er Jahren wieder eine deutliche Bevölkerungszunahme verzeichnet. Die Ortsbewohner von Lucey heißen auf Französisch Lucettois und Lucettoises.

## Wirtschaft und Infrastruktur
Lucey war bis weit ins 20. Jahrhundert hinein ein vorwiegend durch die Landwirtschaft, insbesondere Milchwirtschaft und Viehzucht, geprägtes Dorf. Heute hat besonders der Weinbau als Teil der Weinbauregion Savoie noch eine Bedeutung, die Weinberge bedecken einen großen Teil der Geländestufe oberhalb der Rhone-Niederung. Für Weiß-, Rosé- und Rotweine verschiedener Rebsorten gilt die AOC Vin de Savoie. Der Ort ist außerdem Teil der strengeren Herkunftsbezeichnung Vin de Savoie Jongieux aus der gleichnamigen Nachbargemeinde. Diese gilt für Weißweine mit Jacquère als Hauptrebsorte (mindestens 80 % Rebbestand) sowie für Rotweinverschnitte aus Gamay, Mondeuse und Spätburgunder.
Daneben gibt es heute einige Betriebe des lokalen Kleingewerbes. Mittlerweile hat sich das Dorf auch zu einer Wohngemeinde entwickelt. Viele Erwerbstätige sind Wegpendler, die in den größeren Ortschaften der Umgebung, einschließlich denen im Département Ain auf der anderen Rhoneseite, ihrer Arbeit nachgehen.
Die Ortschaft liegt abseits der größeren Durchgangsstraßen an der Departementsstraße D921, die in Nord-Süd-Richtung die Ortschaften am linken Rhoneufer verbindet. Eine weitere Straßenverbindung besteht über die Pont de Lucey mit Massignieu-de-Rives im Ain. Von Lucey aus erschließt die D210 die Gemeinden Ontex und Saint-Pierre-de-Curtille. Anbindungen an die regionale und überregionale Infrastruktur bestehen über den etwa 25 km entfernten Großraum Chambéry mit seinem Flughafen Chambéry-Savoie, SNCF-Bahnhof Chambéry-Challes-les-Eaux und Anschlüssen an die Autobahnen A41 und A43.